# Koto Tuo (Sungai Tarab)
Koto Tuo is een bestuurslaag in het regentschap Tanah Datar van de provincie West-Sumatra, Indonesië. Koto Tuo telt 1150 inwoners (volkstelling 2010).